# Nanodromia narmkroi
Nanodromia narmkroi är en tvåvingeart som beskrevs av Patrick Grootaert och Igor Shamshev 2003. Nanodromia narmkroi ingår i släktet Nanodromia och familjen puckeldansflugor.
Artens utbredningsområde är Thailand. Inga underarter finns listade i Catalogue of Life.